# Rogatnica zielonkawa
Rogatnica zielonkawa (Balistoides viridescens) – ryba morska z rodziny rogatnicowatych. Poławiana przez wędkarzy.

## Występowanie
Morze Czerwone, Ocean Indyjski i Ocean Spokojny, laguny i okolice raf koralowych na głębokościach od 1 – 50 m p.p.m.

## Charakterystyka
- osiąga do 75 cm długości ciała
- pokarm stanowią mięczaki, skorupiaki, kraby i koralowce
- jajorodna
- gatunek terytorialny, szczególnie agresywne są samice w okresie rozrodu, skaleczenia spowodowane przez osobniki tego gatunku mogą doprowadzić do zatrucia ciguatoksynami